# Bibio
Bibio is een geslacht van muggen uit de familie van de zwarte vliegen (Bibionidae). Hoewel ze er enigszins uitzien als vliegen, zijn het wel degelijk muggen. Het zijn kleine tot middelgrote, compact gebouwde, zwarte "vliegen" met een lengte van 4 tot 15 mm. De korte voelsprieten zijn vaak niet langer dan het hoofd.
De meeste soorten in dit geslacht komen voor in het noordelijk halfrond, in de Palearctische en Nearctische gebieden. Sommige soorten komen algemeen voor in de meeste Europese landen, zoals Bibio pomonae of Bibio marci (de Maartse vlieg).

## Soorten
- Bibio abbreviatus Loew, 1864
- Bibio albipennis Say, 1823
- Bibio alexanderi James, 1936
- Bibio alienus McAtee, 1923
- Bibio anglicus Verrall, 1869
- Bibio anposis Hardy, 1968
- Bibio articulatus Say, 1823
- Bibio atripilosa James, 1936
- Bibio baltimoricus Macquart, 1855
- Bibio brunnipes (Fabricius, 1794)
- Bibio bryanti Johnson, 1929
- Bibio carolinus Hardy, 1945
- Bibio carri Curran, 1927
- Bibio castanipes Jaennicke, 1867
- Bibio clavipes Meigen, 1818
- Bibio cognatus Hardy, 1937
- Bibio columbiaensis Hardy, 1938
- Bibio curtipes James, 1936
- Bibio edwardsi Freeman & Lane, 1985
- Bibio elmoi Papp, 1982
- Bibio femoralis Meigen, 1838
- Bibio femoratus Wiedemann, 1820
- Bibio ferruginatus (Linnaeus, 1767)
- Bibio flavissimus Brunetti, 1925
- Bibio fluginata Hardy, 1937
- Bibio flukei Hardy, 1937
- Bibio fraternus Loew, 1864
- Bibio fulvicollis Gimmerthal, 1842
- Bibio fulviventris Meigen, 1818
- Bibio fumipennis Walker, 1848
- Bibio gineri Gil Collado, 1932
- Bibio graecus Duda, 1930
- Bibio handlirschi Duda, 1930
- Bibio holtii McAtee, 1922
- Bibio hortulanus (Linnaeus, 1758)
- Bibio hybridus Haliday, 1833
- Bibio illaudatus Hardy, 1961
- Bibio imitator Walker, 1835
- Bibio imparilis Hardy, 1959
- Bibio johannis (Linnaeus, 1767)
- Bibio kansensis James, 1936
- Bibio knowltoni Hardy, 1937
- Bibio labradorensis Johnson, 1929
- Bibio lanigerus Meigen, 1818 (Kleine rouwvlieg)
- Bibio laufferi Strobl, 1906
- Bibio lautaretensis Villeneuve, 1925
- Bibio lepidus Loew, 1871
- Bibio leucopterus (Meigen, 1804)
- Bibio lobata Hardy, 1937
- Bibio longipes Loew, 1864
- Bibio macer Loew, 1871
- Bibio marci (Linnaeus, 1758)
- Bibio melanopilosus Hardy, 1936
- Bibio mickeli Hardy, 1937
- Bibio monstri James, 1936
- Bibio necotus Hardy, 1937
- Bibio nigrifemoratus Hardy, 1937
- Bibio nigripilus Loew, 1864
- Bibio nigriventris Haliday, 1833
- Bibio obediens Osten Sacken, 1881
- Bibio painteri James, 1936
- Bibio pallipes Say, 1823
- Bibio picinitarsis Brulle, 1832
- Bibio pingreensis James, 1936
- Bibio plecioides Osten Sacken, 1881
- Bibio pomonae (Fabricius, 1775)
- Bibio reticulatus Loew, 1846
- Bibio rufalipes Hardy, 1937
- Bibio rufipes (Zetterstedt, 1838)
- Bibio rufithorax Wiedemann, 1828
- Bibio rufitibialis Hardy, 1938
- Bibio sardocyrneus Haenni, 2009
- Bibio sericata Hardy, 1937
- Bibio siculus Loew, 1846
- Bibio siebkei Mik, 1887
- Bibio sierrae Hardy, 1960
- Bibio similis James, 1936
- Bibio slossonae Cockerell, 1909
- Bibio striatipes Walker, 1848
- Bibio strobli Duda, 1930
- Bibio tenella Hardy, 1937
- Bibio thoracicus Say, 1824
- Bibio townesi Hardy, 1945
- Bibio tristis Williston, 1893
- Bibio utahensis Hardy, 1937
- Bibio varipes Meigen, 1830
- Bibio velcida Hardy, 1937
- Bibio velorum McAtee, 1923
- Bibio venosus (Meigen, 1804)
- Bibio vestitus Walker, 1848
- Bibio villosus Meigen, 1818
- Bibio xanthopus Wiedemann, 1828
- Bibio xuthopteron Hardy, 1968